# آرپاجیک (گوراویماق)
آرپاجیک {{ترکی|Arpacık) (به کردی: Kîsxam) یک منطقهٔ مسکونی در ترکیه است که در گوراویماق واقع شده‌است. آرپاجیک ۲۱۸ نفر جمعیت دارد.